# Olsen Brothers

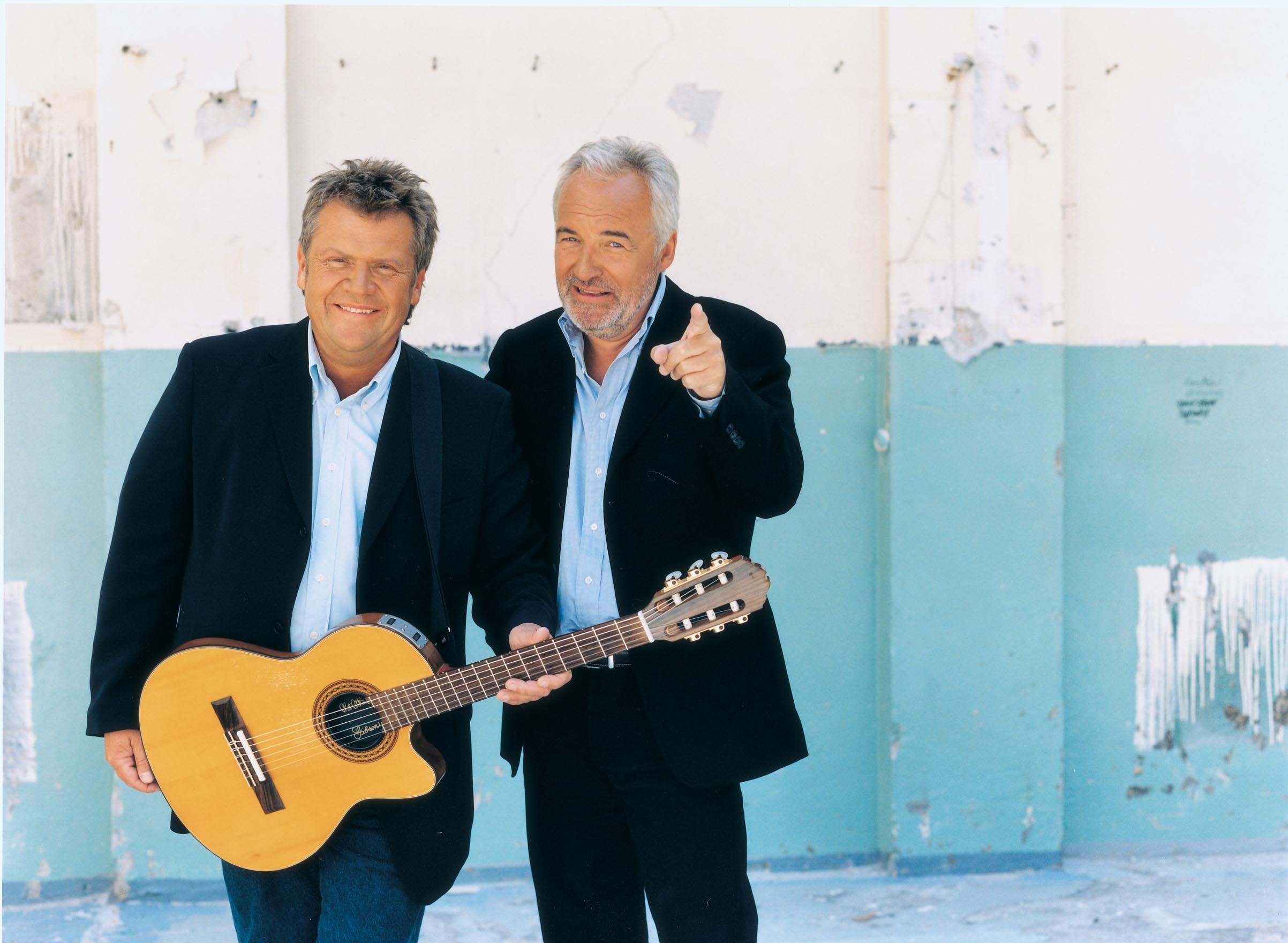
Olsen Brothers, 2008

De Olsen Brothers (Brødrene Olsen) is een Deens muziekduo bestaande uit de broers Jørgen Olsen (1950) en Noller Olsen (1954). De twee zijn in Denemarken relatief bekend als rock- en popmuzikanten. Ze vormden hun eerste band, The Kids, in 1965.
Het eerste album van de Olsen Brothers kwam uit in 1972. Tot januari 2006 gaven ze 20 albums uit.

## Eurovisiesongfestival 2000

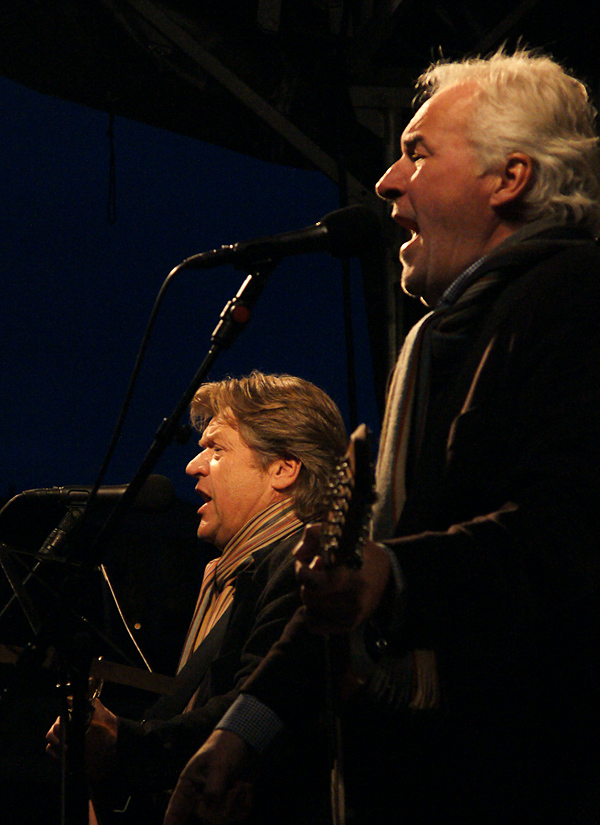
Olsen Brothers, 2009

In 2000 deed het duo mee aan de Deense voorronde voor het Eurovisiesongfestival met het door Jørgen geschreven lied Smuk som et stjerneskud. De broers wisten deze voorronde te winnen en mochten daarom Denemarken vertegenwoordigen op het Eurovisiesongfestival in Stockholm. Het lied, dat mede opviel door het gebruik van vocoder-effecten, werd voor de gelegenheid naar het Engels vertaald en kreeg als titel Fly on the Wings of Love. Peilingen voorafgaand aan het festival voorspelden de twee mannen weinig kansen op de zege; het lied en de uitvoerenden werden simpelweg als te ouderwets ervaren. De verrassing was dan ook groot toen de Olsen Brothers gedurende de gehele puntentelling onafgebroken aan de leiding stonden, iets dat niet meer was voorgekomen sinds de zege van ABBA, 26 jaar eerder. Het betekende voor Denemarken de tweede songfestivalzege, en de eerste in 37 jaar tijd. De delegatie van Rusland, dat op 40 punten afstand als tweede was geëindigd, diende nog een protest in over het gebruik van de vocoder-effecten, maar dit haalde niets uit aangezien dit niet verboden was volgens het reglement. Tijdens de jubileumshow Congratulations: 50 Jaar Eurovisiesongfestival, gehouden in Kopenhagen in 2005, eindigde Fly on the Wings of Love op de zesde plaats van de populairste songfestivalliedjes aller tijden. De Olsen Brothers brachten hun lied tijdens deze show ook nog eens ten gehore.
1957: Birthe Wilke & Gustav Winckler · 
1958: Raquel Rastenni · 
1959: Birthe Wilke · 
1960: Katy Bødtger · 
1961: Dario Campeotto · 
1962: Ellen Winther · 
1963: Grethe & Jørgen Ingmann · 
1964: Bjørn Tidmand · 
1965: Birgit Brüel · 
1966: Ulla Pia · 
1978: Mabel · 
1979: Tommy Seebach · 
1980: Bamses Venner · 
1981: Tommy Seebach & Debbie Cameron · 
1982: Brixx · 
1983: Gry Johansen · 
1984: Hot Eyes · 
1985: Hot Eyes · 
1986: Trax · 
1987: Anne Cathrine Herdorf & Bandjo · 
1988: Hot Eyes · 
1989: Birthe Kjær · 
1990: Lonnie Devantier · 
1991: Anders Frandsen · 
1992: Lotte Nilsson & Kenny Lübcke · 
1993: Tommy Seebach Band · 
1995: Aud Wilken · 
1997: Kølig Kaj · 
1999: Michael Teschl & Trine Jepsen · 
2000: Olsen Brothers · 
2001: Rollo & King · 
2002: Malene · 
2004: Tomas Thordarson · 
2005: Jakob Sveistrup · 
2006: Sidsel Ben Semmane · 
2007: DQ · 
2008: Simon Mathew · 
2009: Niels Brinck · 
2010: Chanée & N'evergreen · 
2011: A Friend in London · 
2012: Soluna Samay · 
2013: Emmelie de Forest · 
2014: Basim · 
2015: Anti Social Media · 
2016: Lighthouse X · 
2017: Anja Nissen · 
2018: Rasmussen · 
2019: Leonora · 
2021: Fyr & Flamme · 
2022: REDDI · 
2023: Reiley · 
2024: Saba · 
2025: Sissal
1956: Lys Assia · 
1957: Corry Brokken · 
1958: André Claveau · 
1959: Teddy Scholten · 
1960: Jacqueline Boyer · 
1961: Jean-Claude Pascal · 
1962: Isabelle Aubret · 
1963: Grethe & Jørgen Ingmann · 
1964: Gigliola Cinquetti · 
1965: France Gall · 
1966: Udo Jürgens · 
1967: Sandie Shaw · 
1968: Massiel · 
1969: Frida Boccara, Lenny Kuhr, Salomé, Lulu · 
1970: Dana · 
1971: Séverine · 
1972: Vicky Leandros · 
1973: Anne-Marie David · 
1974: ABBA · 
1975: Teach-In · 
1976: Brotherhood of Man · 
1977: Marie Myriam · 
1978: Izhar Cohen & The Alphabeta · 
1979: Gali Atari & Milk & Honey · 
1980: Johnny Logan · 
1981: Bucks Fizz · 
1982: Nicole · 
1983: Corinne Hermès · 
1984: Herreys · 
1985: Bobbysocks · 
1986: Sandra Kim · 
1987: Johnny Logan · 
1988: Céline Dion · 
1989: Riva · 
1990: Toto Cutugno · 
1991: Carola Häggkvist · 
1992: Linda Martin · 
1993: Niamh Kavanagh · 
1994: Paul Harrington & Charlie McGettigan · 
1995: Secret Garden · 
1996: Eimear Quinn · 
1997: Katrina & the Waves · 
1998: Dana International · 
1999: Charlotte Nilsson · 
2000: Olsen Brothers · 
2001: Tanel Padar, Dave Benton & 2XL · 
2002: Marie N · 
2003: Sertab Erener · 
2004: Ruslana · 
2005: Elena Paparizou · 
2006: Lordi · 
2007: Marija Šerifović · 
2008: Dima Bilan · 
2009: Alexander Rybak · 
2010: Lena Meyer-Landrut · 
2011: Ell & Nikki · 
2012: Loreen · 
2013: Emmelie de Forest · 
2014: Conchita Wurst · 
2015: Måns Zelmerlöw · 
2016: Jamala · 
2017: Salvador Sobral · 
2018: Netta Barzilai ·
2019: Duncan Laurence ·
2021: Måneskin ·
2022: Kalush Orchestra ·
2023: Loreen ·
2024: Nemo
- Gemeinsame Normdatei: 10280178-2
- International Standard Name Identifier: 0000 0000 8506 5380
- Library of Congress Control Number: no2007071857
- MusicBrainz: 57bfc4dd-7459-4396-b2ce-e45f02ef2b62
- Nationale Bibliotheek van Tsjechië: mzk2003193046
- Virtual International Authority File: 122769392